# Grawitacyjna zasada Galileusza
Grawitacyjna zasada Galileusza (inaczej zwana prawem swobodnego spadania ciał w polu grawitacyjnym) – zasada odkryta przez Galileusza w 1602 r. Głosi, że w jednorodnym polu grawitacyjnym przy braku innych sił (takich jak tarcie), wszystkie ciała spadają z jednakowym przyspieszeniem.
Zasada ta nie jest spełniona w przypadku istnienia np. oporu powietrza i dlatego w powietrzu piórko spada wolniej niż metalowa kula.
Galileusz wymyślił tę zasadę sprowadzając do sprzeczności zasadę wcześniej obowiązującą stworzoną przez Arystotelesa. Mówiła ona, że ciała o większej masie spadają z większym przyspieszeniem. Rozumowanie Galileusza było następujące:
Rozważmy dwa ciała o masach {\displaystyle M} i {\displaystyle m,} gdzie {\displaystyle M} jest większe od {\displaystyle m.} Stosując zasadę Arystotelesa wnioskujemy, że ciało o masie {\displaystyle M} spadnie na ziemię szybciej niż ciało o masie {\displaystyle m.} Rozważmy zatem ciało, które składa się z połączenia obu wspomnianych ciał. Wtedy ma ono masę {\displaystyle M+m,} która na pewno jest większa od każdej z mas {\displaystyle M} i {\displaystyle m.} Ponieważ ciało to składa się z obydwu ciał, które spadają z różnym przyśpieszeniem to ciało o masie {\displaystyle M} będzie hamowane przez ciało o masie {\displaystyle m,} a ciało o masie {\displaystyle m} będzie przyspieszane przez ciało o masie {\displaystyle M.} To znaczy, że połączone ciała spadną szybciej od pojedynczego ciała o masie {\displaystyle m,} ale wolniej niż pojedyncze ciało o masie {\displaystyle M.} To jednak prowadzi do sprzeczności, gdyż ciało połączone o masie {\displaystyle M+m} powinno spaść zgodnie z zasadą Arystotelesa szybciej niż ciało o masie {\displaystyle M.}
Jedynym sposobem uniknięcia sprzeczności jest przyjęcie, że jeśli czas spadania ciał zależy jedynie od masy tego ciała, to niezależnie od tej masy ciało uderzy w ziemię po tym samym czasie. Spada zatem zawsze z takim samym przyspieszeniem.